# Ernest de Saisset
Pour les personnes ayant le même patronyme, voir Saisset.
Ernest de Saisset, né à San José (Californie) en 1864 et mort dans la même ville le 4 décembre 1899, est un peintre franco-américain de paysages, de nus et de portraits.
Le musée de Saisset, en Californie, porte son nom.

## Biographie
Ernest Pierre de Saisset est issu d'une famille d'origine française. Son père, Pierre de Saisset (1829-1902), est le fils de Pierre Joseph Félix de Saisset (1797-1852) et le neveu du vice-amiral de Saisset (1810-1879). Il émigre en Californie à l'époque de la ruée vers l'or. Dans cette région hispanophone, il est appelé Pedro de Saisset ; il y est à la fois homme d'affaires et agent consulaire de France à San José (Californie), puis vice-consul et devient plus tard le fondateur et président de la Brush Electric Light Company. Sa mère, Maria Palomares, est d'origine californienne,,.
Ernest de Saisset suit les cours du collège puis de l'Université de Santa Clara. Il reçoit des prix en français, en élocution, en calligraphie et en dessin de modèle. Le prix de dessin lui est attribué en 1883 pour un tableau à l'huile. Il étudie la peinture avec Tortone, qui juge sa production de haute qualité, puis il part en 1886 continuer ses études artistiques à Paris. Il y suit les cours de l'Académie Julian. Avec l'aide de son oncle qui habite Paris, il trouve un studio proche de l'académie. Il apprend à dessiner et à peindre d'après modèle comme d'après la nature. Il étudie pendant neuf ans avec différents maîtres, dont Jules Lefebvre, Jean-Joseph Benjamin-Constant et Adolphe-William Bouguereau ; ce dernier est le peintre qui influence le plus son orientation artistique. Saisset tente d'exposer au Salon de Paris, mais il est rebuté par ce qu'il considère comme du favoritisme pour les français de naissance,,. 
Il veut retrouver le soleil et les grands espaces de San Jose. De retour en Californie en 1895, il rapporte de nombreuses toiles peintes en France, et continue à peindre. Ses principaux sujets sont des nus, des paysages, des scènes rurales, et des portraits de membres de sa famille et de personnalités. Il meurt de rhumatisme en 1899, à 35 ans. Il est enterré au cimetière de la Mission Santa Clara, près du musée nommé en son honneur,.

## Hommages

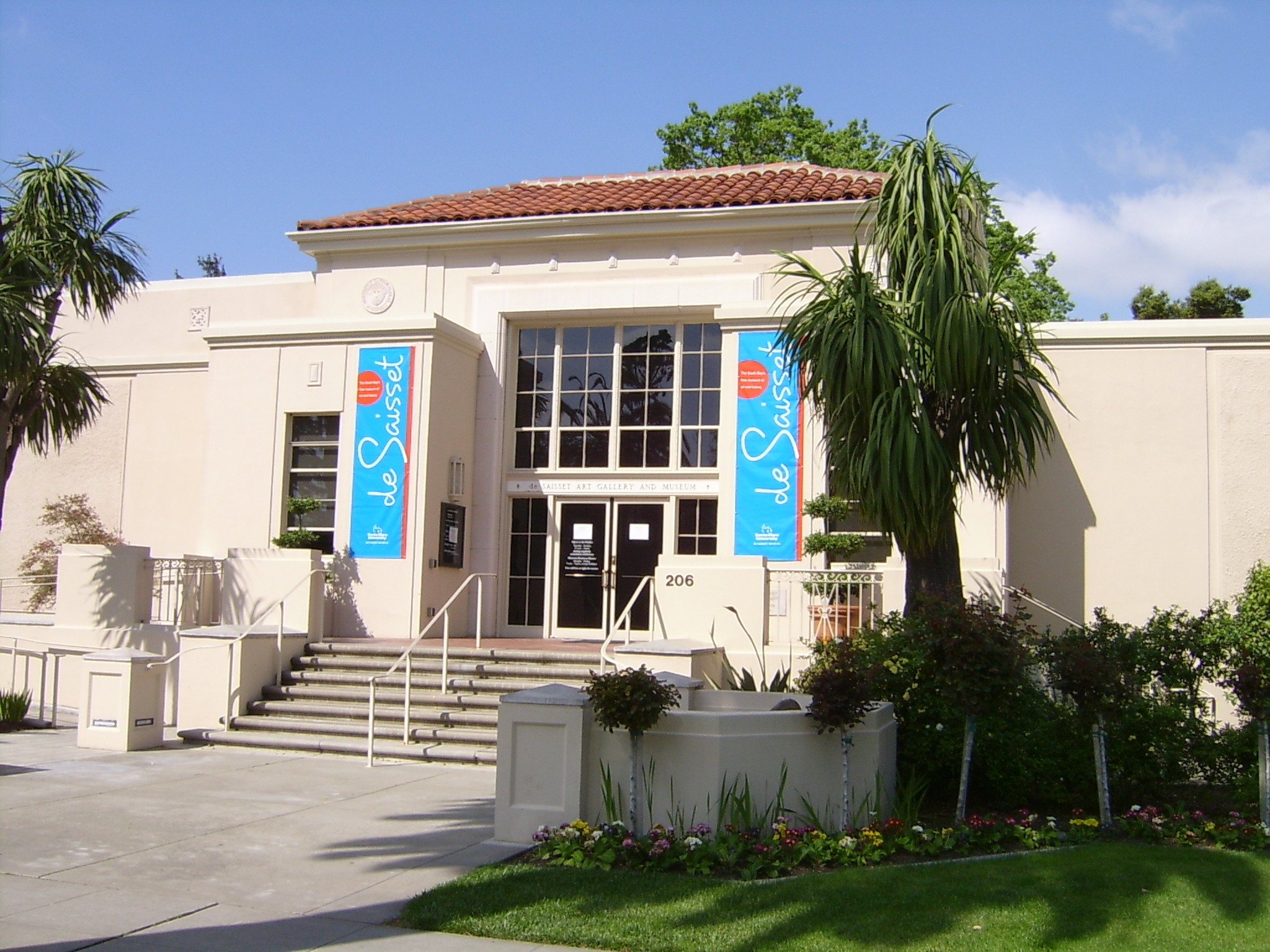
Entrée du musée de Saisset qui porte son nom.

- Le musée de Saisset, associé à l'Université de Santa Clara, en Californie, porte son nom.

## Dans les musées
Le musée de Saisset, ouvert en 1955, conserve et expose les dessins et les tableaux d'Ernest de Saisset, ainsi que d'autres artistes californiens et de tableaux d'art moderne.
À Étaples, au musée Quentovic : Portrait de jeune fille, 1891, huile sur toile.